# Knud Bergslien

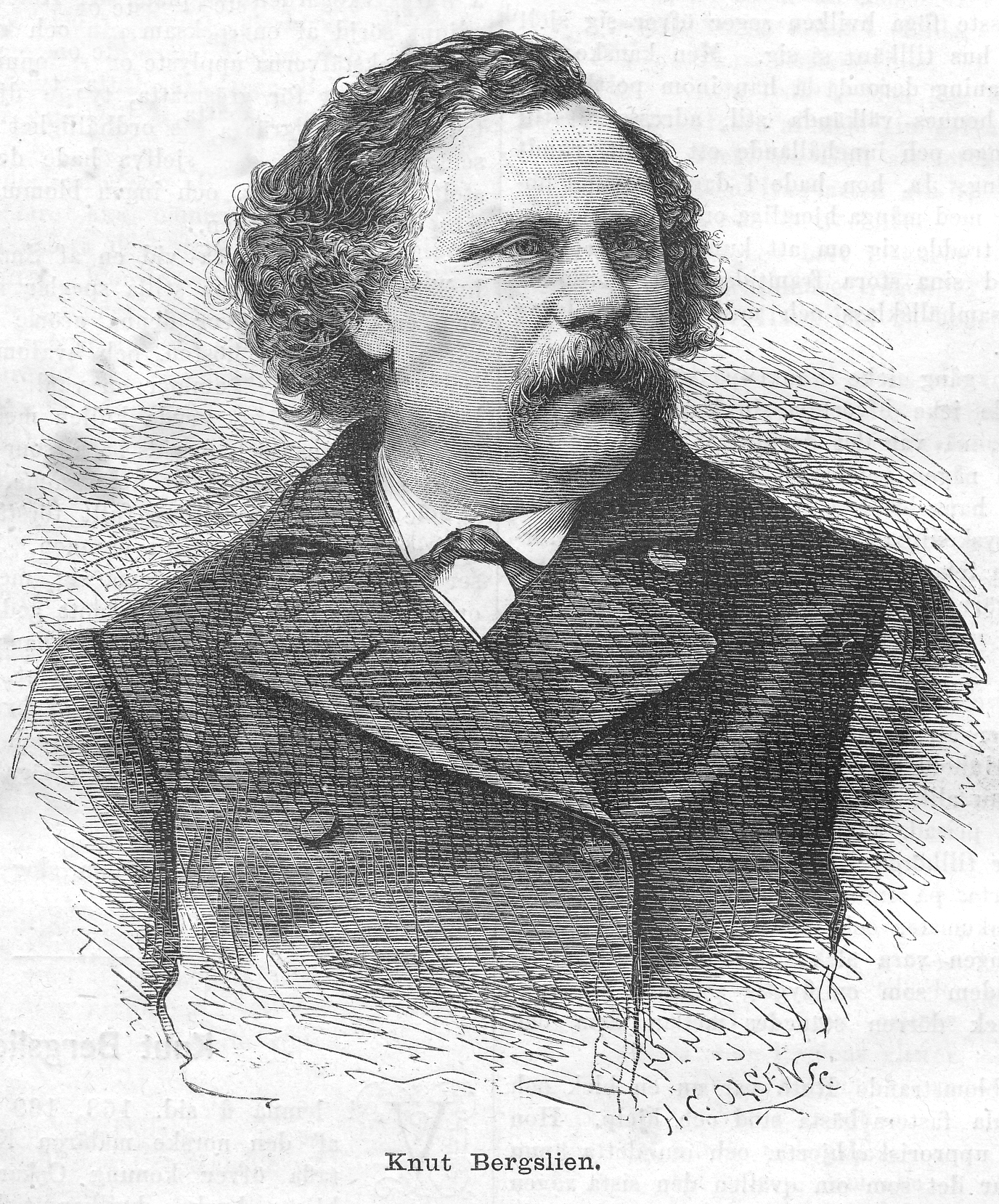
Knud Bergslien ur Förr och Nu 1877.

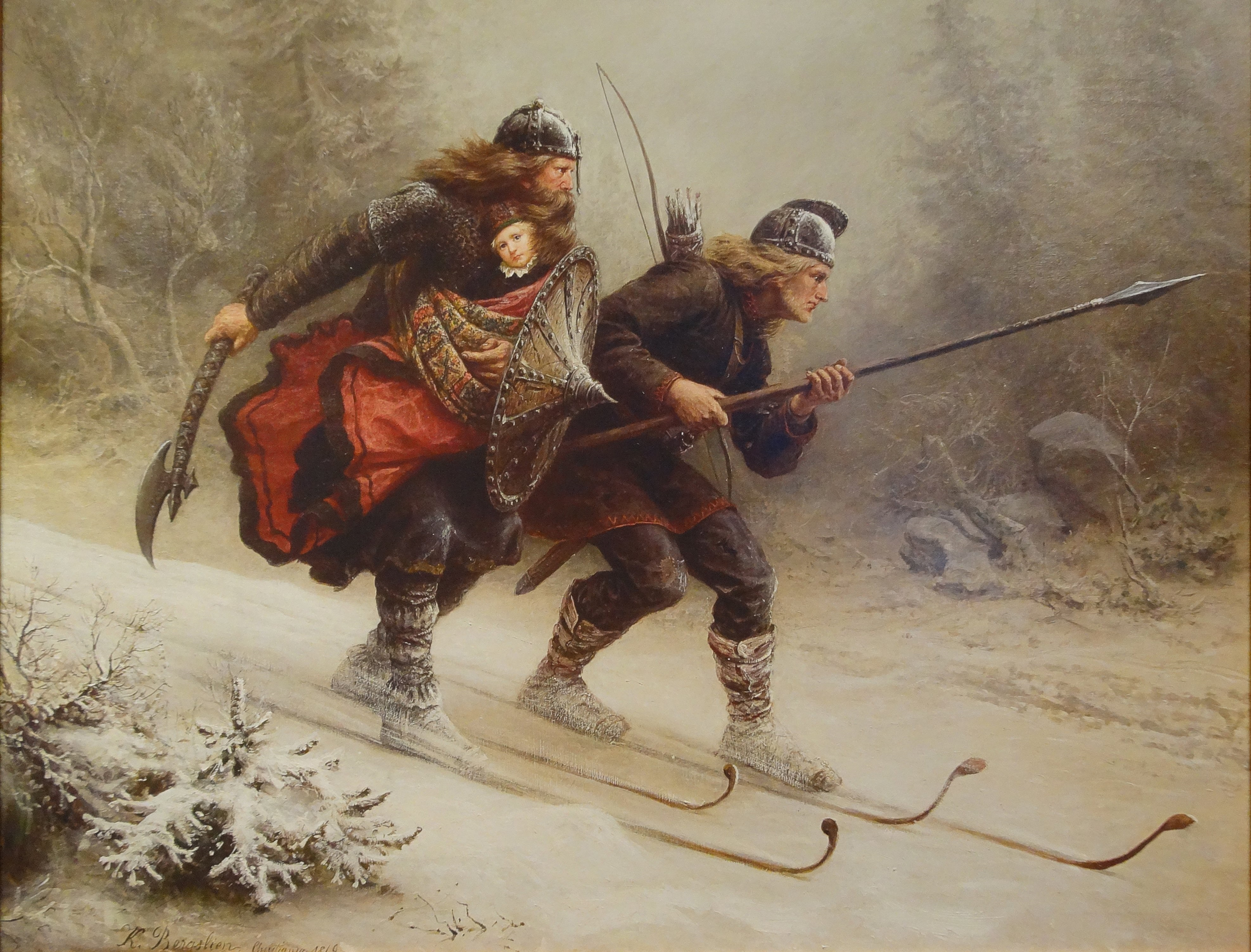
Birkebeinerne.

Knud Larsen Bergslien, född 15 maj 1827 i Voss i Hordaland fylke i västra Norge, död 27 november 1908 i Kristiania, var en norsk målare.

## Biografi
Knud Bergslien utbildade sig i Antwerpen 1844–52, Paris 1850–51 och Düsseldorf 1855–69. Han målade folklivs- och historiebilde. Kända verk är Birkebeinerne och Oscar 2s kroning, som han målade för slottet. Bergslien var även en populär porträttmålare. Efter Johan Fredrik Eckersbergs död 1870 drev han dennes konstskola. Bergslien finns representerad vid bland annat Göteborgs konstmuseum.
Han var bror till bildhuggaren Brynjulf Bergslien och farbror till Nils Bergslien.

## Bildgalleri

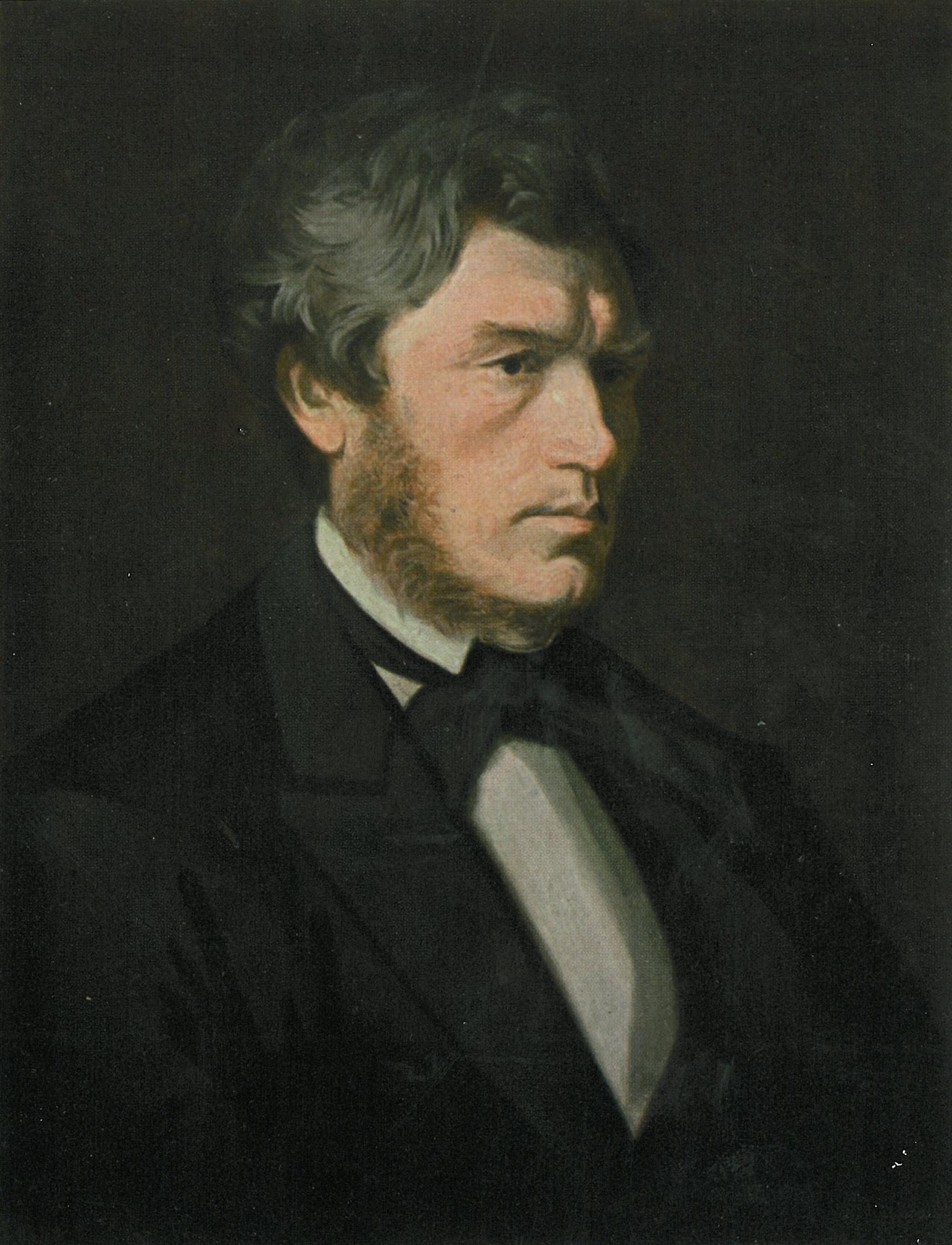
Carl Fredrik Diriks
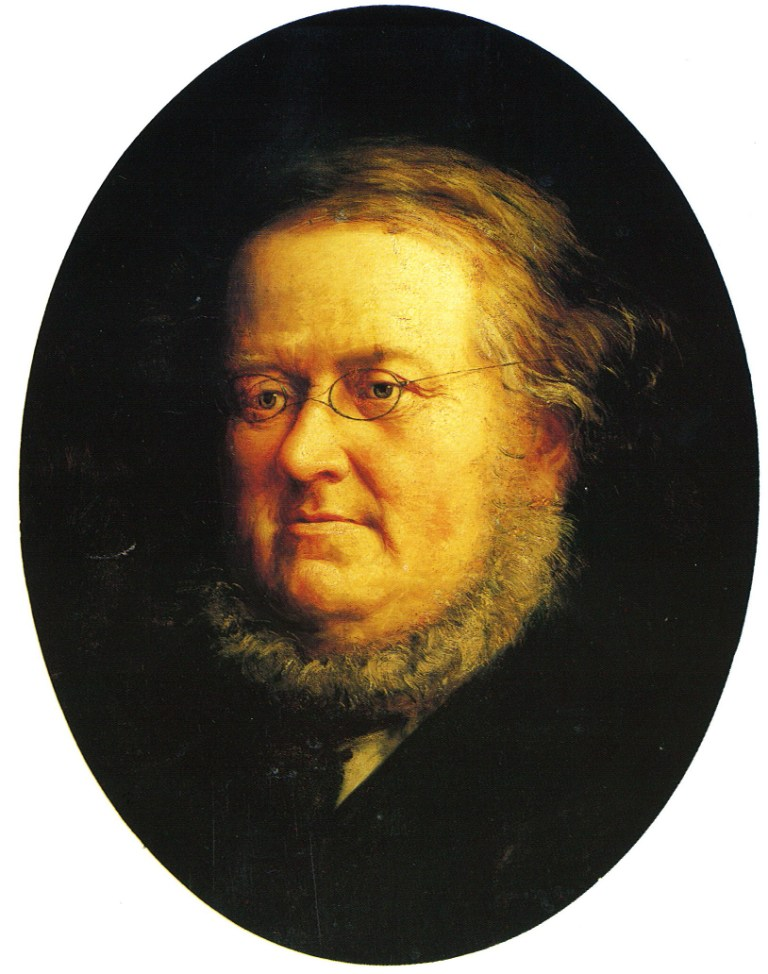
Peter Christen Asbjørnsen
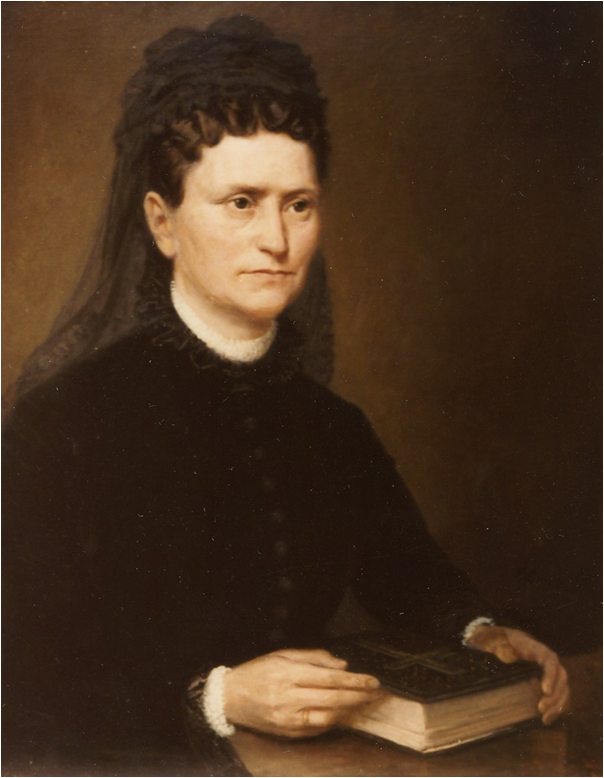
Fredrikke Nielsen
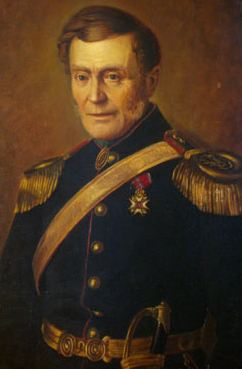
Brigadläkaren Jens Johan Hjort